# ساده‌دندانان
ساده‌دندانان یا  نیاجوندگان (نام علمی: Simplicidentata) نام یک کلان‌راسته از کلان‌راستهٔ برددان است.